# Гуревич Володимир Якович
Володи́мир Я́кович Гуре́вич (4 серпня 1959, Луганськ) — німецький (до 2004 року — український) шахіст, гросмейстер (1991).

## Біографія
Володимир Гуревич народився в Луганську. Він закінчив Ворошиловградський машинобудівний інститут за спеціальністю «економіка». З 2004 року постійно проживає в Німеччині.
З початку 90-х років він почав брати участь у шахових змаганнях. У 1998 році Володимир здобув звання гросмейстера. З 1993 по 2002 роки він виступав разом зі своїм другом Олександром Шнейдером за місцеву клубну команду «Донбас» (Алчевськ) у Кубка європейських клубів, де у 1994 році разом з командою здобув бронзові нагороди. Окрім того, у 1990-х роках його клуб «Донбас» був одним із найсильніших в Україні, і Гуревич у його складі сім разів вигравав чемпіонат України серед клубів.
Після розпаду Радянського Союзу Володимир Гуревич почав активно виступати на міжнародних змаганнях, де здобув низку вагомих результатів. Зокрема, поділив 1–2 місця на турнірі «B» у Бєлгороді (1991), 2–3 місця в Майнці (1995), посів 2-ге місце в Ле-Туке-Парі-Плаж (2000), поділив 1–6 місця в Баден-Бадені (2006), 1–2 місця у Васелонні (2008), а також здобув 3-тє місце на європейській Маккабіаді у Відні (2011).
Працює тренером. Серед його учнів — гросмейстери Артур Фролов, Леонід Мілов, а також міжнародний майстер Руслан Байрачний.
Останніми роками Володимир Гуревич живе в Німеччині, де тренує дітей у клубі «Makkabi Deutschland» у Франкфурт-на-Майні. Він і далі успішно виступає в клубному чемпіонаті Німеччини, граючи за клуб «SV 1920 Hofheim» разом із Геннадієм Гінзбургом, який також виріс у Луганську.

## Турнірні результати

### Чемпіонати України
Володимир Гуревич зіграв у двох фінальних турнірах чемпіонатів України, набравши загалом 13½ очок з 30 можливих (+7-10=13).
| Рік  | Місто    | Турнір                 | + | − | = | Результат | Місце  |
| ---- | -------- | ---------------------- | - | - | - | --------- | ------ |
| 1987 | Миколаїв | 56-й чемпіонат України | 4 | 5 | 6 | 7 з 15    | 9 — 12 |
| 1989 | Херсон   | 58-й чемпіонат України | 3 | 5 | 7 | 6½ з 15   | 11     |

### Інші турніри
| Рік  | Місто             | Турнір                                   | + | − | = | Результат | Місце  |
| ---- | ----------------- | ---------------------------------------- | - | - | - | --------- | ------ |
| 1988 | Ужгород           | Відбірковий турнір 56-го чемпіонату СРСР | 3 | 4 | 4 | 5 з 11    | 24—31  |
| 1990 | Шіофок            | Міжнародний турнір                       | 2 | 1 | 8 | 6 з 11    | 4—5    |
| 2000 | Ле-Туке-Парі-Плаж | Міжнародний турнір                       | 3 | 0 | 6 | 6 з 9     | Silver |